# Фрід Валерій Семенович
Вале́рій Семе́нович Фрід  (13 січня 1922, Томськ — 7 вересня 1998, Москва)  — радянський і російський сценарист. Заслужений діяч мистецтв РРФСР (1976).
Був репресований (1944—1954). Реабілітований 1956 р. Закінчив Всесоюзний державний інститут кінематографії (1957).
Працював разом з Ю. Дунським (кінокартини: «Сім няньок», «Стара, стара казка», «Служили два товариші», «Шерлок Холмс і доктор Ватсон», «Екіпаж», «Кожен десятий», «Псевдонім: Лукач» та ін.).
Співавтор сценаріїв українських телефільмів: «Талант» (1977), «Овід» (1980), стрічки «Смерть у кіно» (1990, «Мосфільм»—Одеса).